# Ex monastero di San Francesco de' Macci
L'ex ospedale e monastero di San Francesco de' Macci si trova in via de' Macci a Firenze.

## Storia
L'ospedale venne fondato nel 1335 da Caio de' Macci, in esecuzione delle disposizioni testamentarie di suo padre Francesco, rogate nel 1310, come ricordava l'iscrizione sul muro esterno, oggi appena leggibile. Fu dedicato al patrono del padre, Francesco d'Assisi, e nel suo primo nucleo dovette incorporare una struttura più antica, detta forse del Tempio perché retta dai Templari (o comunque un ospedale templare doveva trovarsi nella vicina via San Giuseppe, finendo per indicare l'intera zona), da cui la denominazione comune di "San Francesco al Tempio de' Macci".
SANCTUS FRANCISCUS A TEMPIO DE MACCIS

FECIT CAIUS DE MACCIS PRO ANIMA

FRANCISCI PATRIS SUI ET PRO ANIMA SUA

ET OMNIUM SUORUM, ANNO DOMINI

1344, DE MENSE JANUARII»
I Macci erano una ricca famiglia ghibellina che aveva le sue case e torri presso via Calzaiuoli attorno a Orsanmichele; confiscati tutti loro beni durante le lotte politiche tra guelfi e ghibellini, essi si ritirarono in questa zona, al tempo tra le più povere del centro di Firenze.
I documenti sulla vita dell'ospedale, per quanto piuttosto grande e importante a giudicare dalle strutture superstiti, dovettero andare perduti nelle alluvioni dell'Arno che si abbatterono sempre duramente in questa zona. Si sa che venne affidato alle terziarie francescane, e che doveva essere esclusivamente riservato alle donne. Qui trovarono asilo anche le cosiddette "Malmaritate", cioè le donne separate dal marito, le povere vedove, le donne sposate a uomini incapaci di mantenerle, come gli invalidi o i carcerati, o le madri nubili.
Accanto all'ospedale venne costruito anche, a partire dal 1349, un monastero di clarisse, dotato di un grande orto con pozzo e lavatoio (oggi vi si trova il giardino di Borgo Allegri). Col tempo il monastero divenne più importante, e inglobò le strutture dell'ospedale, che quindi venne chiuso. Nel 1483 una bolla di Sisto IV pose l'amministrazione del monastero sotto la cura dei Frati minimi della vicina basilica di Santa Croce.
Nel 1517, per abbellire l'altare maggiore della chiesa monastica, Andrea del Sarto dipinse la Madonna delle Arpie, che nel 1704 fu ottenuto dal gran principe Ferdinando de' Medici in cambio di una ristrutturazione della chiesa, affidata all'architetto di corte Giovan Battista Foggini e al pittore Vincenzo Dandini. 
Il monastero venne soppresso nel 1808 e la chiesa adibita a teatrino parrocchiale e poi a laboratorio di restauro ligneo.

## Descrizione

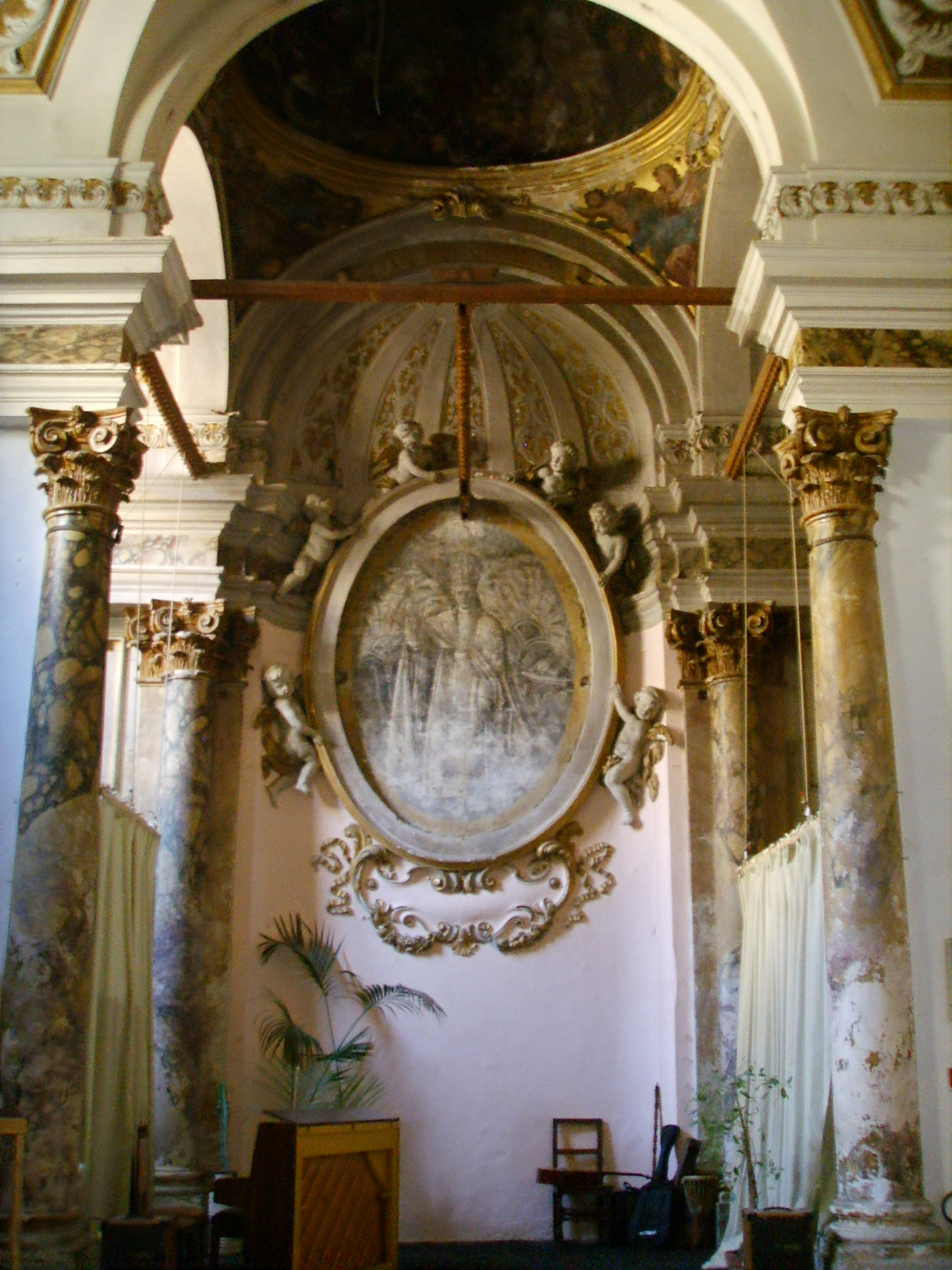
Interno della ex-chiesa

Il muro esterno sulla pubblica via mostra oggi i portali della chiesa, con l'iscrizione "Introite in locum / tabernaculi / admirabilis", e dell'ospedale, con "Auxilium christianorum". Vi si vedono inoltre degli archi, che corrispondevano a un portichetto esterno, tipico nelle strutture ospedaliere. Del convento restano alcuni ambienti oggi occupati da varie attività private, come il refettorio, e l'orto che costituisce il nucleo del giardino di Borgo Allegri.
La chiesa, sconsacrata, è usata talvolta come luogo di ritrovo per associazioni. Ha forma quadrangolare, con scarsella in cui si trovava l'altare, che oggi è decorata con un medaglione tra stucchi, raffigurante un papa, forse Clemente XII. Colonne in marmo decorano questo presbiterio, con due spazi ai lati voltati a botte, mentre la sommità è dotata di cupoletta affrescata da Vincenzo Dandini. Soffitto e lunette della chiesa sono decorati da stucchi dorati, con al centro una Sacra Famiglia entro un tondo.
La chiesa è ancora dotata di un piccolo campanile a vela.

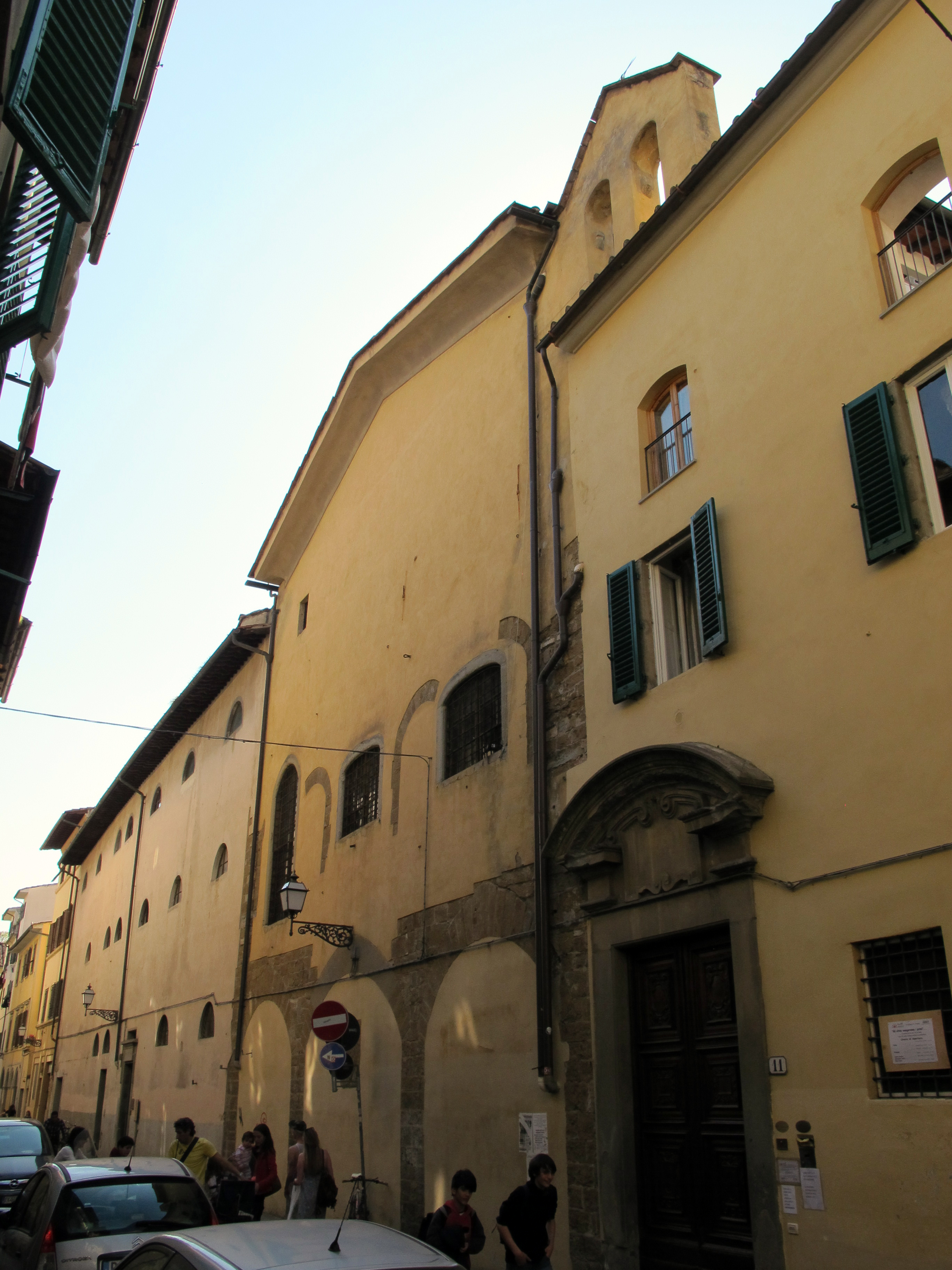
L'esterno
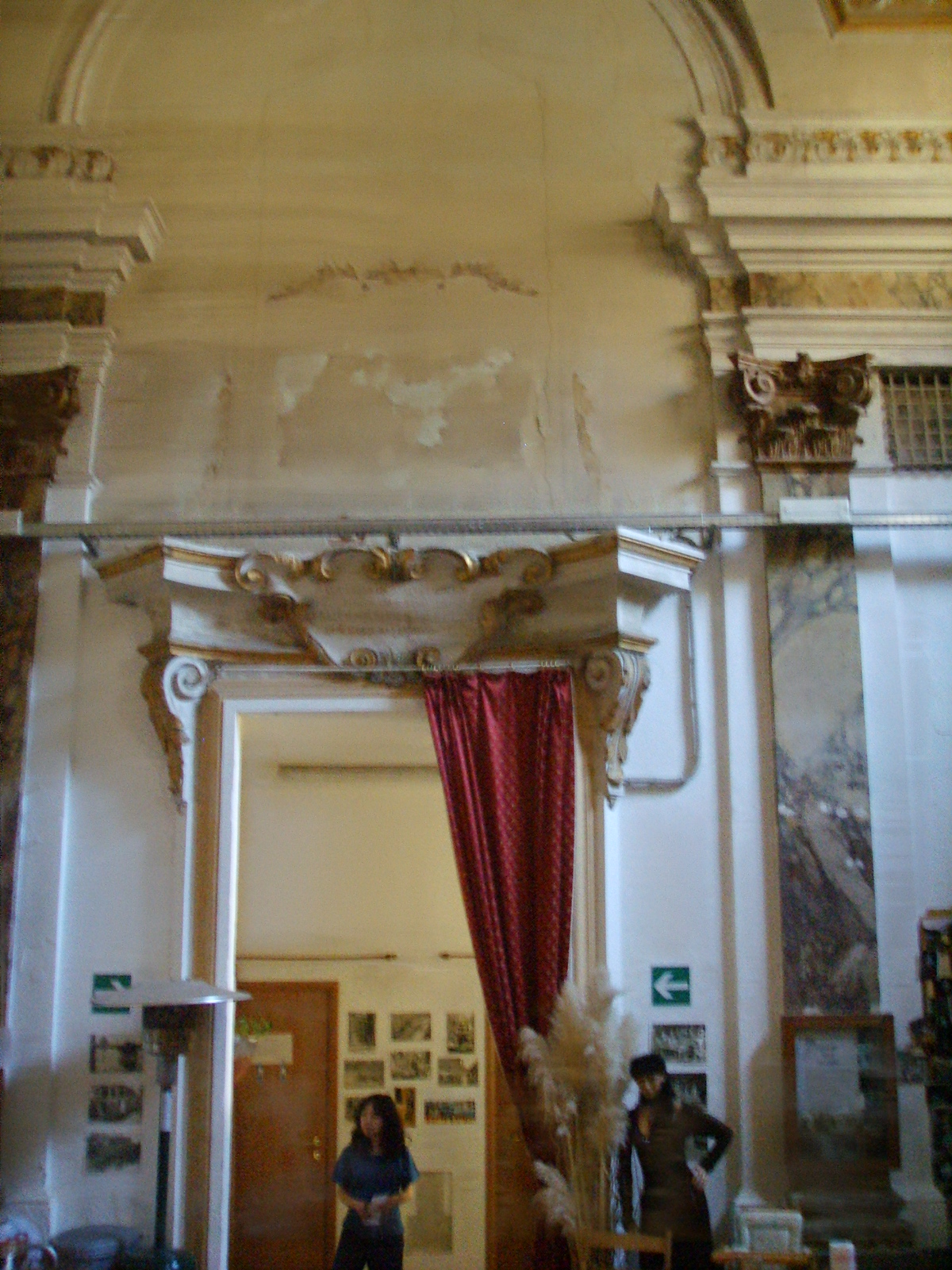
Ingresso della chiesa
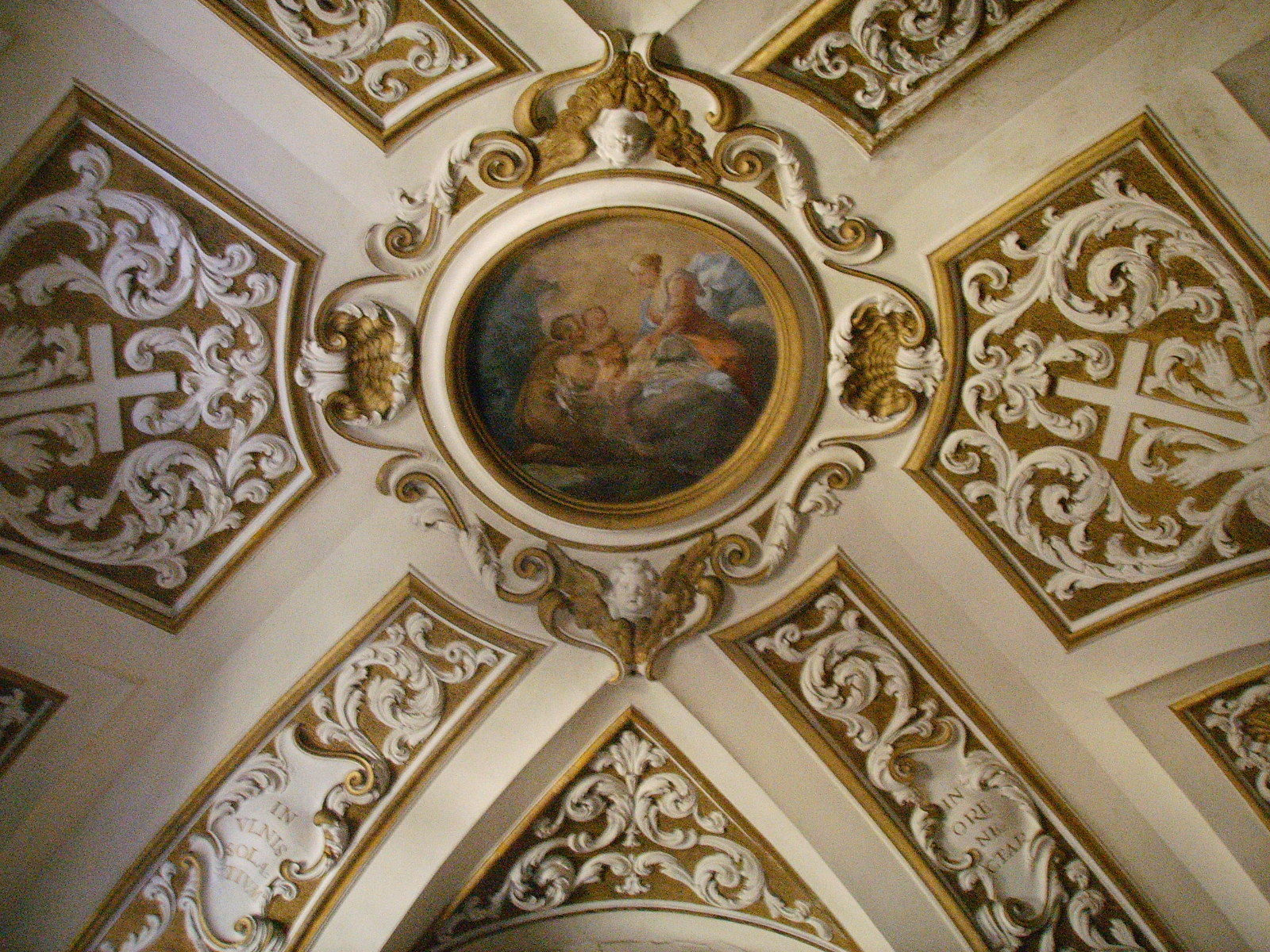
Soffitto
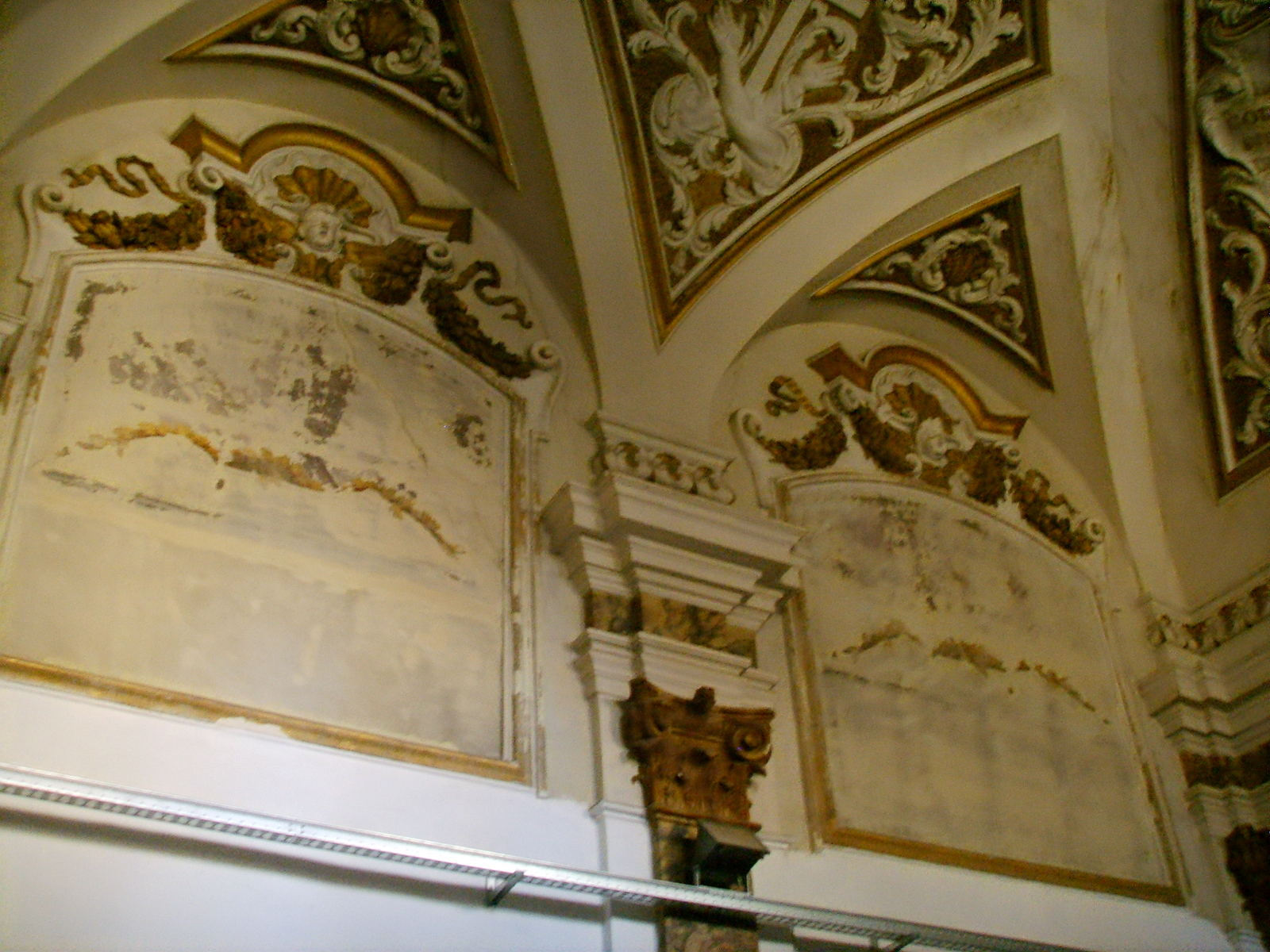
Stucchi
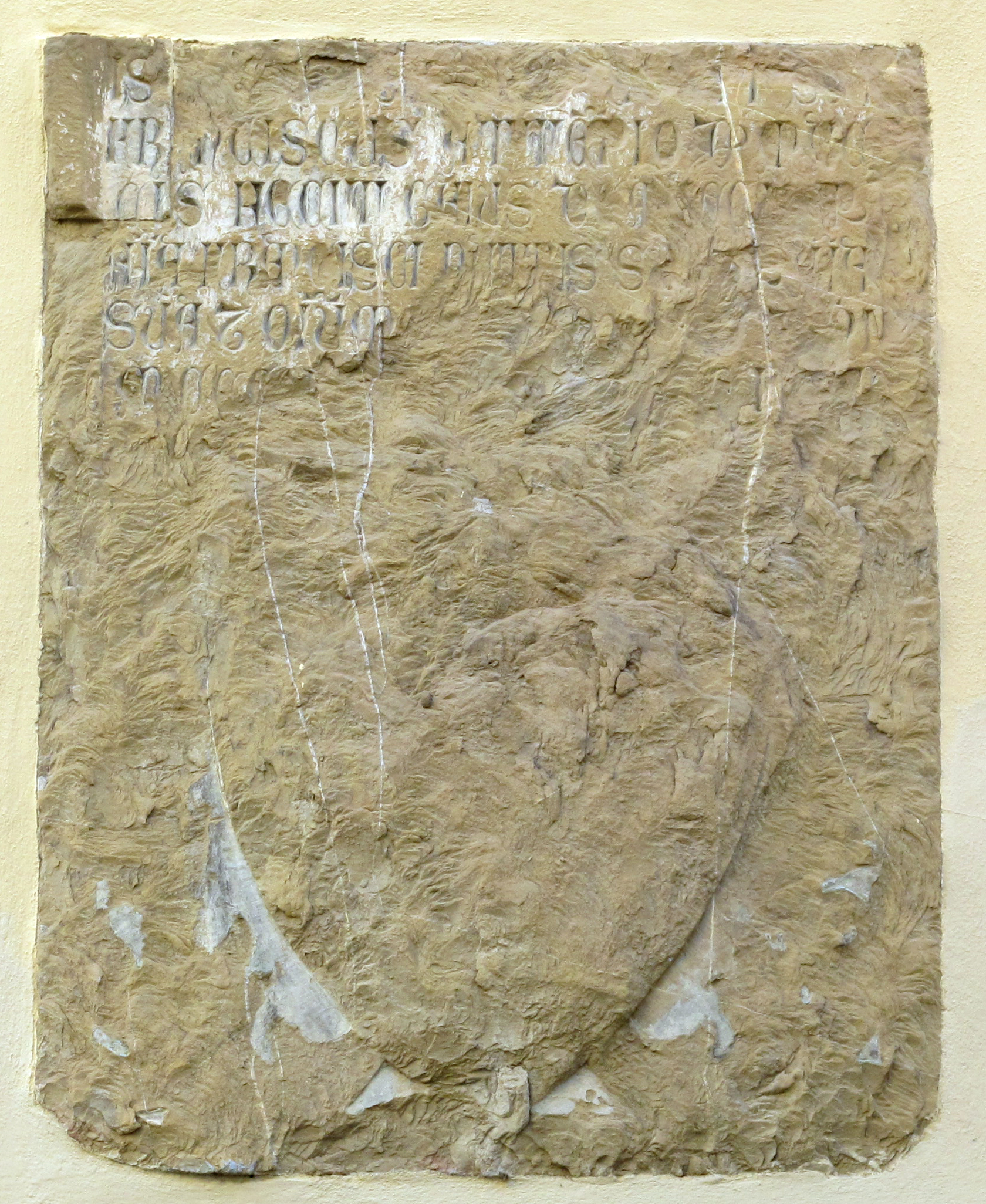
La lapide
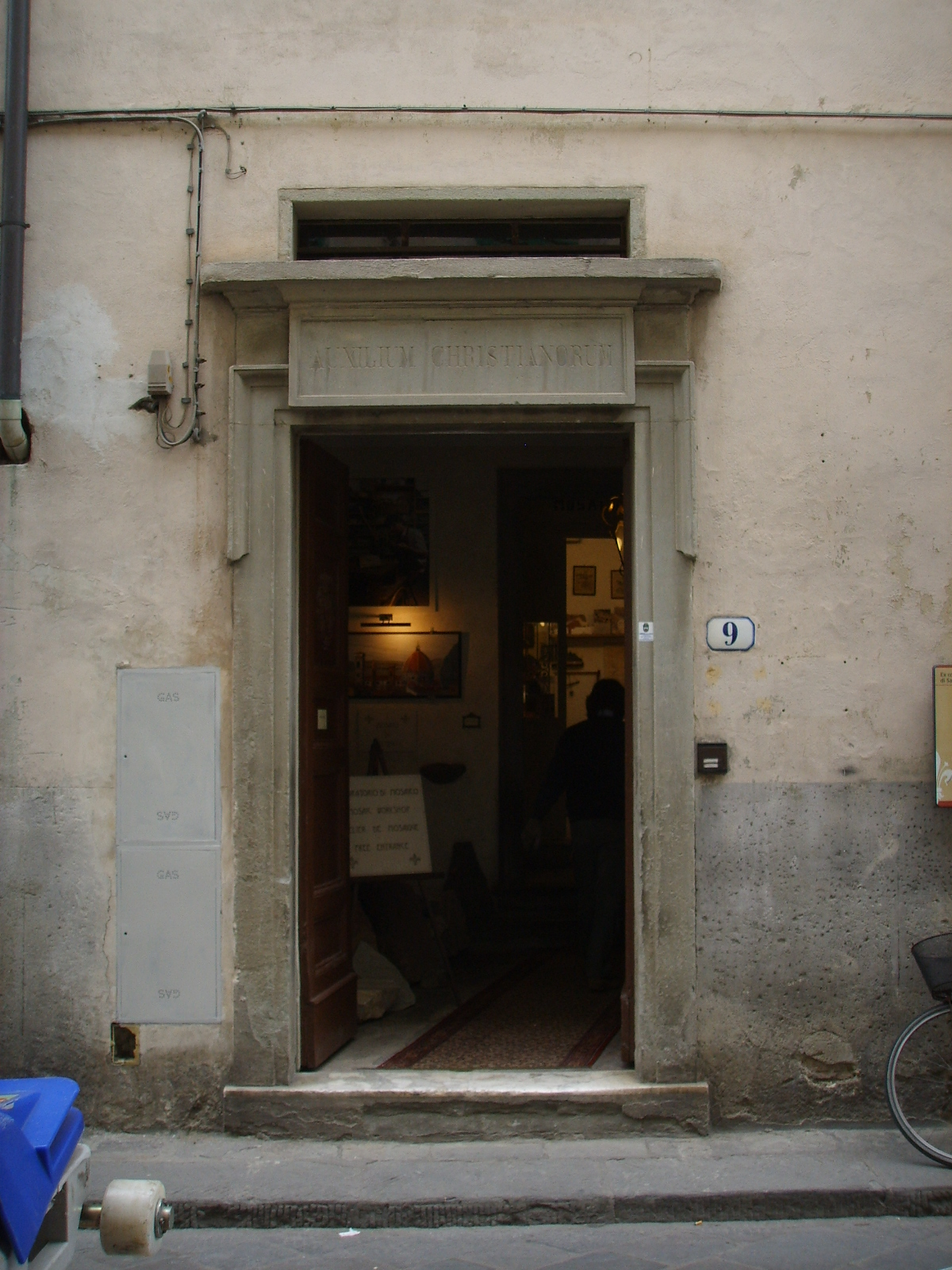
La porta dell'ospedale
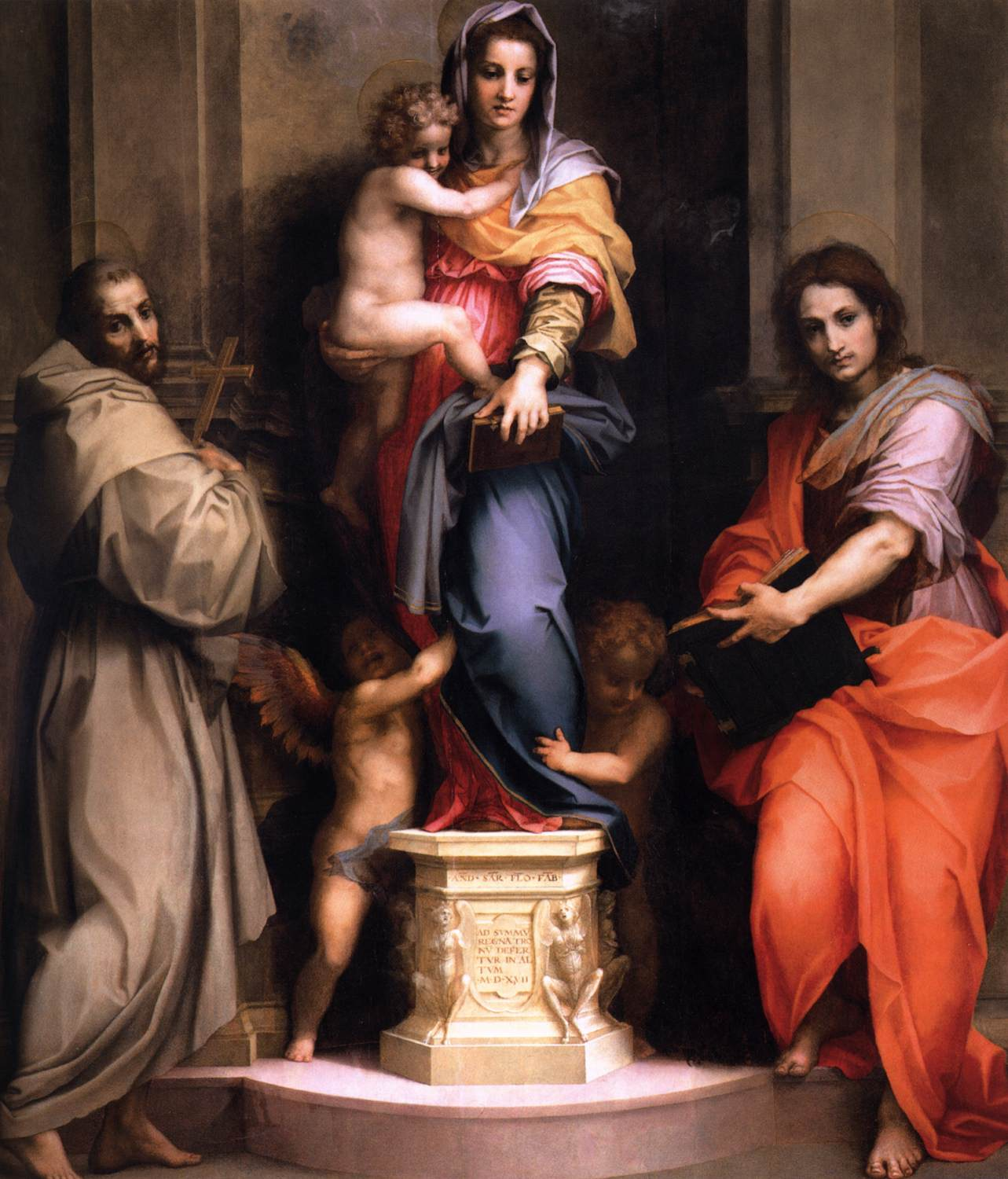
La Madonna delle Arpie oggi agli Uffizi